# Gloria Radulescu
Gloria Radulescu (Roma, 25 settembre 1991) è un'attrice e modella italiana.

## Biografia
Nata prematura a Roma da padre rumeno e madre italiana, Gloria trascorre la giovinezza nel comune barese di Corato a causa di una crisi respiratoria avuta a due anni e mezzo, provocata dall'asma da smog. 
Frequenta il liceo artistico Federico II dove ottiene una qualifica come maestra d'arte orafa.
Nel 2012 partecipa alla 73ª edizione di Miss Italia (è una delle 8 finaliste pugliesi) con la fascia nº36 “Miss Eleganza Silvian Heach Puglia”, classificandosi tra le prime dieci.
Nel 2013 si diploma al centro di recitazione e dizione Teatrificio 22, mentre l'anno seguente si iscrive presso la sede romana del Centro sperimentale di cinematografia, diplomandosi nel 2016.
Dal 2018, dopo alcune apparizioni in serie TV (tra cui la presenza fissa nella 1ª stagione di Non dirlo al mio capo e nella 4ª di Le tre rose di Eva), ottiene la popolarità interpretando il ruolo di Marta Guarnieri, un'ereditiera degli anni '60 nella serie televisiva Il paradiso delle signore.

## Filmografia

### Cinema
- Attenti al gorilla, regia di Luca Miniero (2019)
- L'ultimo giorno del toro, regia di Alessandro Zizzo (2020)

### Televisione
- Provaci ancora prof! – serie TV, episodio 6x06 (2015)
- Un passo dal cielo – serie TV, episodio 3x15 (2015)
- Il candidato - Zucca presidente – serie TV, episodio 2x02 (2015)
- Non dirlo al mio capo – serie TV, prima stagione (2016)
- Il sistema – serie TV, episodio 6 (2016)
- Le tre rose di Eva – serie TV, quarta stagione (2018)
- Don Matteo – serie TV, episodio 11x06 (2018)
- Il paradiso delle signore – soap opera (2018-2021, 2023-in corso)

### Documentari
- Cinecittà Babilonia, regia di Marco Spagnoli (2017)[9]

### Webserie
- Prime Donne, regia di Giacomo Spaconi (2017)[10]

### Videoclip musicali
- All'improvviso degli Zero Assoluto (2014)[11]

## Teatrografia
- Ivanov di Anton Čechov, regia di Eljana Popova (2015)
- Vento e Bufera di Michele Di Vito, regia di Massimiliano Vado (2015)
- Incendies di Wajdi Mouawad, regia di Massimiliano Vado (2015)
- Felliniana di Mario Grossi (2016)
- Seminario di Theresa Rebeck, regia di Vito Mancusi (2016)